# Kalevi Sorsa
Kalevi Sorsa (født 21. december 1930, død 16. januar 2004) var en finsk socialdemokratisk politiker, der var Finlands statsminister i tre omgange: fra 1972–1975, 1977–1979 og 1982–1987. Han var mangeårig formand for Finlands Socialdemokratiske Parti.